# Ère Kaei
L'ère Kaei (en japonais : 嘉永) est une des ères du Japon (年号, nengō, littéralement « le nom de l'année ») suivant l'ère Kōka et précédant l'ère Ansei. Cette ère couvre la période qui s'étend du mois de février 1848 jusqu'au mois de novembre 1854. L'empereur régnant est Kōmei-tennō (孝明天皇).

## Changement de l'ère
- 28 février 1848 Kaei gannen (嘉永元年?) : Le nom Kaei (« Félicité éternelle »)[2] est créé pour marquer le début du règne de l'empereur Kōmei. Le nom est dérivé d'un aphorisme trouvé dans le Livre des Song :  « Un empereur sage reçoit beaucoup d'aide, celui qui estime le confort reste à l'extérieur »  (思皇享多祐、嘉楽永無央).

## Événements de l'ère Kaei
- Juillet 1848  (Kaei 1) : Ranald MacDonald[3], né en 1824 à Astoria en Oregon, quitte le baleinier Plymouth dans une petite embarcation et débarque sur l'île Rishiri. Arrêté, il est envoyé de Rishiri à Nagasaki où il est incarcéré ; MacDonald commence à enseigner l'anglais à 14 lettrés dont Moriyama Einosuke, qui devient plus tard interprète auprès du gouvernement japonais lorsque le commodore Perry arrive au Japon en 1854 ; c'est ainsi qu'au Japon MacDonald est considéré comme le « premier professeur d'anglais de langue maternelle dans l'histoire du Japon »[4].
- 1849 (Kaei 2) : La pratique de la vaccination est introduite à Dejima par le médecin néerlandais Mohnike[5].
- Juillet 1853 (Kaei 6) : Le commodore Matthew Perry, à la tête d'une flotte de l'United States Navy, pénètre dans les eaux japonaises avec quatre navires[6].
- 1854 (Kaei 7) : Le commodore Perry revient dans la baie d'Edo pour obtenir de force l'accord des Japonais à la convention de Kanagawa ; le négociateur en chef japonais est le Daigaku-no-kami Hayashi Akira (1800 – 1859) qui préside le Shōhei-kō (Yushima Seidō), l'académie néo-confucéenne à Edo[7].

« Immédiatement, à la signature et l'échange des copies du traité, le commodore Perry a présenté au premier commissaire, le prince Hayashi, un drapeau américain en déclarant que ce don était la plus haute expression de la courtoisie et de l'amitié nationale qu'il pouvait offrir. Le prince était profondément ému et a exprimé sa gratitude avec un sentiment évident. Le commodore a ensuite offert aux autres commissaires des cadeaux qu'il avait réservés pour eux en particulier.  Toutes les affaires ayant maintenant été conclues à la satisfaction des deux délégations, les commissaires japonais ont invité Perry et ses officiers à profiter d'une fête et de divertissements spécialement préparés pour la célébration. -- from American eyewitness account of the event. »

- 2 mai 1854 (Kaei 7, 6e jour du 4e mois) : Un incendie éclate dans le Sentō et le sinistre s'étend au palais impérial. Les deux bâtiment sont détruits. L'empereur trouve d'abord refuge à Shimokami puis au Shōgon-in[9].
- 4 – 7 novembre 1854 (Kaei 7) : Le grand séisme de Nankaidō et des tsunamis tuent 80 000 personnes. Un séisme et un tsunami frappent Shimoda sur la péninsule d'Izu et parce que le port venait d'être désigné comme l'emplacement potentiel pour un consulat américain, certains interprètent ces catastrophes naturelles comme des signes de mécontentement des kami[10].
- 1854 (Kaei 7, 27e jour du 11e mois) : Le nom de l'ère est changé pour celui d'Ansei (« gouvernement tranquille ») qui est censé annoncer le début d'une période de paix. L'impulsion et l'explication de ce changement de noms de l'ère passent pour être l'incendie du palais impérial à Kyoto au cours de l'été précédent[2].

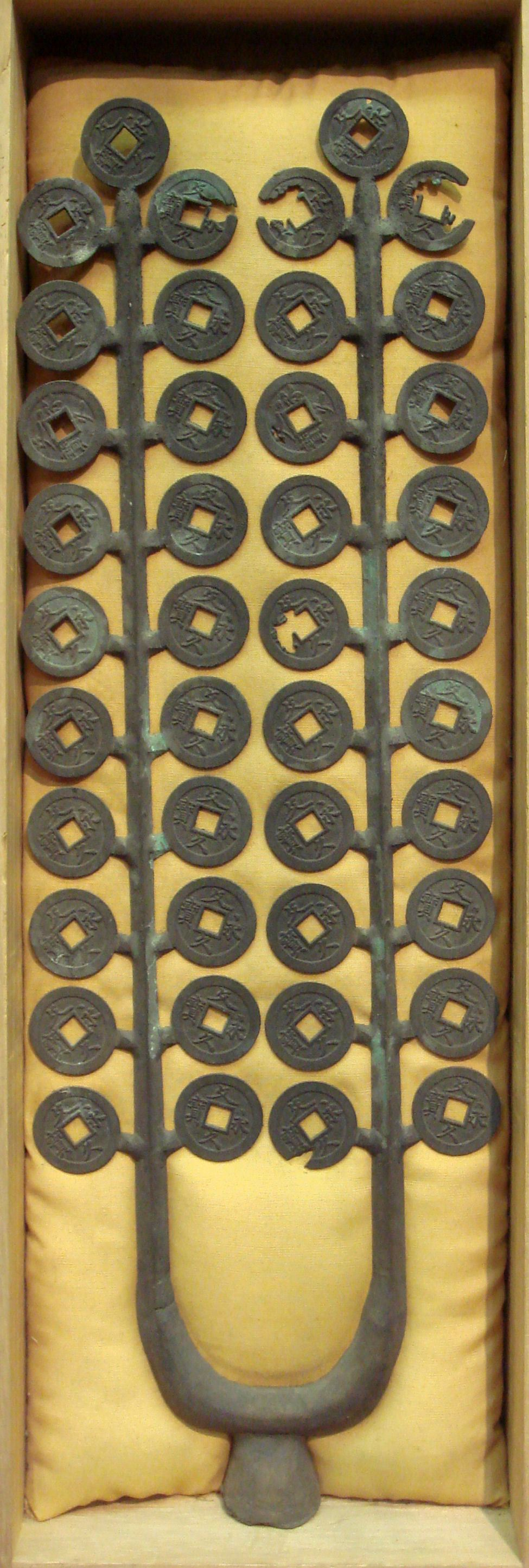
Branche (de pièces mon du système monétaire Tokugawa de l'ère Kaei.